# Fredrik Pacius
Fredrik Pacius (né Friedrich Pacius), né à Hambourg le 19 mars 1809 et mort à Helsinki le 8 janvier 1891, est un compositeur, pédagogue et chef d'orchestre finlandais d'origine allemande. Il est considéré comme le « père de la musique finlandaise ».

## Biographie
Après des études à Cassel de violon avec Spohr et de composition avec Hauptmann, il est violoniste à la chapelle royale de Stockholm de 1828 à 1834. Il est ensuite nommé professeur de musique à l'Université d'Helsinki, où il fonde un orchestre et un chœur d'étudiants.
En 1848, il écrit une musique autour du poème Maamme de Johan Ludvig Runeberg, musique qui va devenir l'hymne national finlandais. Cette musique est également reprise pour l'hymne national d'Estonie, appelé Mu isamaa, mu õnn ja rõõm.
En 1852, il compose Kung Karls jakt / Kaarle-kuninkaan metsästys (La Chasse du roi Charles), premier opéra dont le livret de Zacharias Topelius exalte le nationalisme romantique finlandais (la Finlande est alors sous domination russe).
De ses compositions, on peut également retenir un concerto pour violon, une symphonie, un quatuor à cordes et plusieurs opéras.